# 曼氏无针乌贼
曼氏无针乌贼（学名：Sepiella maindroni），是乌贼目乌贼科无针乌贼属的一种。主要分布于中国大陆，常栖息在形成重要渔业。